# Matsked

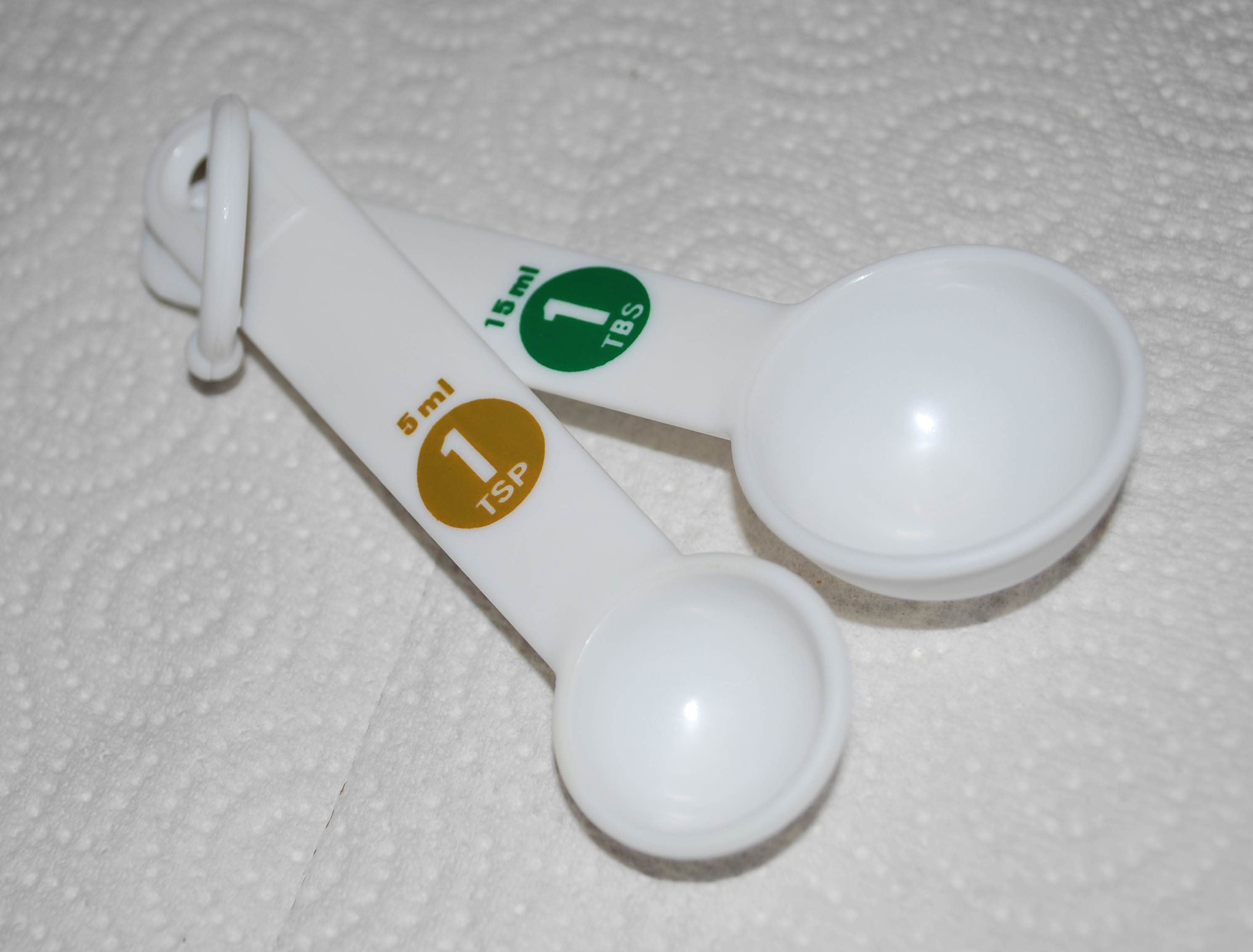
Teskeds- och matskedsmått

En matsked (förkortat msk) är ett volymmått som används i matlagning. Måttet härrör sig från besticket sked, men definieras olika i olika länder:
- 1 metrisk matsked = 15 ml (i Kanada, Nya Zeeland, Storbritannien, Sverige, USA[1])

- 1 metrisk matsked = 20 ml (i Australien)